# Cumbal (Nariño)
Pour les articles homonymes, voir Cumbal.
Cumbal est une municipalité située dans le département de Nariño en Colombie.